# اثر پورکینه

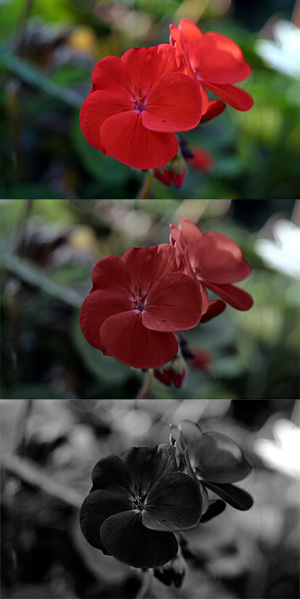
اثر پورکینه: شبیه‌سازی ظاهر شمعدانی سرخ و برگهایش زیر آفتاب، مهتاب و ظلمات

اثر پورکینه، بیان حساسیت رنگی چشم آدمی به شدت روشنایی است.

## توضیح
در زیر آفتاب نیمروزی، ما همه رنگ‌ها را نیک می‌بینیم. اما در تاریکی شب ظلمانی، هیچ رنگی نمی‌بینیم و همه چیز را خاکتری و سیاه می‌بینیم. و حال آن که در یک شب مهتابی، رنگ‌های آبی را اندکی می‌بینیم، اما رنگ‌های سرخ را نمی‌بینیم.
این اثر را به یاددداشت یان اوانگلیستا پورکین نامیده‌اند.